# Donald Kirkpatrick
Donald „Don“ L. Kirkpatrick (* 15. März 1924; † 9. Mai 2014) war ein US-amerikanischer Wirtschaftswissenschaftler und Professor der University of Wisconsin.

## Leben
Donald L. Kirkpatrick etablierte sich während seiner beruflichen Laufbahn überwiegend am Institut für Management an der Universität von Wisconsin. Er stand im Jahre 1975 als nationaler Präsident der American Society for Training & Development (ASTD) vor.
In den 1950er Jahren forschte Kirkpatrick im Rahmen seiner Dissertation zum Themenkomplex der Evaluation von Bildungsprozessen und fasste die Ergebnisse seiner Arbeit unter dem Titel „Evaluating a Human Relations Training Program for Supervisors“ zusammen.
Von November 1959 bis Februar 1960 veröffentlichte er eine Artikelserie im „Journal of American Society of Training Directors“ und entwickelte darin, als Ableitung seiner Studien zur Dissertation, ein Modell, welches vermutlich den Ursprung des modernen Bildungscontrolling darstellt. Somit waren die legendären 4-Stufen der Evaluation geboren.
Mit seinem 1975 erschienenen Buch „Evaluating Training Programs“  errang Don Kirkpatrick weltweit Anerkennung und avancierte zum ausgewiesenen Experten für die Evaluierung von Bildungsprozessen.
Die von ihm entwickelten Erhebungsinstrumente sind darauf ausgerichtet, in den unterschiedlichen Phasen der Bildungsarbeit umfangreiche Informationen über die Effekte zu erheben und in ihrer Art und Weise aussagekräftig zu bewerten. Dabei geht es in erster Linie, um die Berechnung von Korrelationen, die eine Transparenz der Leistungsindikatoren ermöglichen. Zu diesem Zwecke werden die jeweiligen Maßnahmen im Bildungsprozess mit entsprechenden Kennzahlen quantitativer wie qualitativer Art  versehen,  dessen Auswertung u. a. eine betriebswirtschaftliche Betrachtung der Investitionen zum Ziel hat.

## Vier-Ebenen-Modell von Kirkpatrick
Das Vier-Ebenen-Modell ist ein Evaluationsmodell, das sich speziell mit dem Produkt einer Lehr-/ Lernhandlung befasst. Dabei wird davon ausgegangen, dass jede aufeinanderfolgende Evaluationsstufe  auf den Informationen basiert, die durch die untere Ebene bereitgestellt werden.
In einem vollständigen Evaluationsprozess werden diese vier Ebenen nacheinander durchlaufen.
Bei der formativen Evaluation konzentriert man sich jedoch häufig nur auf die Ebenen 1 und 2, weil hier bereits nach relativ kurzer Nutzungszeit der Lernmaterialien sinnvolle Informationen gewonnen werden können. Evaluationen auf den Ebenen 3 und 4 sind meist nur im Zusammenhang einer summativen Evaluation sinnvoll, da Informationen über Lerntransfer und Ergebnisse auf der übergeordneten Ebene erst gewonnen werden können, wenn Produkte im Feld implementiert wurden.
Von Ebene 1 bis 4 wird der Evaluationsprozess zunehmend schwieriger und zeitaufwändiger.
Gleichzeitig liefert Evaluation auf höheren Ebenen häufig bedeutsamere Informationen, um den Erfolg einer Bildungsmaßnahme zu beurteilen.
Es wird empfohlen, alle Ebenen in die Evaluation einzubeziehen, um ein vollständiges Bild des Erfolgs zu erhalten.
1. Reaktion (Akzeptanz, Zufriedenheit Nutzung, Nützlichkeit)
Wie reagieren die Lernenden auf die Trainingsmaßnahme?
2. Lernen (Lernerfolg, subjektiv, objektiv)
Haben sich die Kenntnisse und Fähigkeiten der Lernenden verbessert?
3. Verhalten (Lerntransfer, Quantität, Qualität)
Hat sich das Verhalten am Arbeitsplatz verändert/verbessert?
4. Ergebnisse (Effizienz: betriebl. Kennzahlen)
Welche Ergebnisse erzielt die Maßnahme für das Unternehmen insgesamt?
Ein zentraler Kritikpunkt an diesem Modell ist, dass keine kausale Beziehung zwischen den vier Ebenen  nachgewiesen werden konnte. Basierend auf dem Vier-Ebenen-Modell entwickelten sich neue Modelle, mit größerem Fokus auf monetären Nutzen.